# مهدي دشتي
مهدي دشتي (مواليد 26 أكتوبر 2001) هو لاعب كرة قدم كويتي محترف، يلعب في مركز مدافع أيمن لنادي السالمية.

## روابط خارجية
- مهدي دشتي  على سكروي